# Allopachria ernsti
Allopachria ernsti är en skalbaggsart som beskrevs av Wewalka 2000. Allopachria ernsti ingår i släktet Allopachria och familjen dykare. Inga underarter finns listade i Catalogue of Life.